# Jean Gerbais
Pour les articles homonymes, voir Gerbais (homonymie).
Jean  Gerbais est un prêtre et théologien catholique, professeur et recteur de l'université de Paris, secrétaire de l'Assemblée générale du clergé, né à Époye vers 1629, et mort le 13 avril 1699, à 70 ans.

## Biographie
Jean Gerbais naquit à Époye, près de Reims en 1622 ; il est le fils de Nicolas Gerbais, laboureur, et de Jeanne Barois (ou Barrois), parente de Jacques Barrois, le doyen de Notre-Dame de Reims.
Il étudia d'abord à Reims, professa ensuite à Paris et devint recteur de l'Université de Paris. 
Il vécut trente-quatre ans au collège de Reims à Paris dont il était le principal et il y fonda deux bourses en faveur des étudiants du diocèse de Reims.
Il fut secrétaire de l'Assemblée générale du clergé de 1681-1682, dirigée par Bossuet ; il fut donc le greffier de la déclaration sur les libertés de l'Église de France en 1682, qui fixait les limites du pouvoir du Pape et de la déclaration des Quatre articles.
Il mourut à Paris, au collège de Reims, le 13 avril 1699, à l'âge de soixante-dix ans. 
On écrivit sur sa tombe ces deux distiques : 
Gallia Gerbasium Sorbonaque luget alumnum.
Clerus ait : Vindex O ubi noster abit? 
Augustinus erat calamo et Gersonius alter, 
Tullius ore, Cato moribus, arte Thomas.
Par un testament, il légua au collège une rente de 600 livres pour instituer deux bourses. Il fit une fondation de 500 livres, à la paroisse d'Epoye, à charge d'une messe annuelle, à perpétuité, tous les 13 avril.

## Ses œuvres
Il eut une œuvre littéraire, tant en français qu'en latin, importante et reconnue:
- De Serenissimi Franciae delphini studiis felicibus oratio, publice instar gratulationis habita in Collegio regio Franciae, VI. kal. decembr. ann. 1673, a Joan. Gerbais, in-folio, 25 p., Parisiis : F. Léonard, 1673
- Dissertatio de causis majoribus ad caput concordatorum de causis, authore Joanne Gerbais, 2 parties en 1 vol. in-4°, Lutetiae Parisiorum : ex typ. F. Le Cointe , 1679 & Lugduni : apud J. Canier , 1685
- Lettre d'un docteur de Sorbonne à un bénédictin de la congrégation de Saint-Maur touchant le pécule des religieux faits curez ou évesques, suivi de : Seconde lettre d'un docteur de Sorbonne à un bénédictin de la congrégation de Saint-Maur touchant le pécule des religieux faits curez ou évesques, 2 parties en 1 vol. in-8̊, par J. Gerbais, d'après Barbier[6], Paris : F. Léonard , 1695
- Lettre d'un docteur de Sorbonne à une dame de qualité, touchant les dorures des habits des femmes, in-12, 68 p., par J. Gerbais, d'après Barbier, Paris : F. Léonard , 1696
- Lettre d'un docteur de Sorbonne à une personne de qualité sur le sujet de la comédie, 127 p., Paris : C. Mazuel , 1694
- Première, seconde, puis troisième lettre de M. Gerbais, à un Bénédictin de la Congrégation de Saint-Maur, touchant le pécule des religieux faits curez ou évesques, 3 parties en 1 vol. in-8°, Paris : M. Villery , 1698
- Réflexions sur la décrétale d'Innocent III, pour l'élection du patriarche de Constantinople, in-8, XX-309 p., par Jean Gerbais d'après Barbier, mais attribué aussi à Bonaventure de Fourcroy, Paris : J.-B. Coignard , 1689
- Réflexions sur la décrétale d'Innocent III, pour l'élection du patriarche de Constantinople, in-4, VI-90 p. Paris : J.-B. Coignard , 1688
- Réflexions sur la Décrétale d'Innocent III pour l'élection du Patriarche de Constantinople où les questions du concours de l'élection avec la postulation sont examinées, mais attribué aussi à Bonaventure de Fourcroy, dans : Recueil de diverses pièces imprimées et manuscrites sur les affaires de Rome et autres de l'année 1688, Paris , 1688, in-4°
- Traité du pouvoir de l'Église et des princes sur les empeschemens du mariage, avec la pratique des empeschemens qui subsistent aujourd'hui, in-4° , pièces limin. et 545 p., Paris : A. Dezallier , 1696 & Paris : F. Léonard , 1697, in-4° , pièces limin. et 545-20 p. , Paris : Mazuel , 1690, pièces limin., et 544 p. & Paris : Maurice Villery, 1698 .

Comme éditeur scientifique
- Ordinationes universi cleri gallicani circa regulares conditae primum in comitiis generalibus ann. 1625, renovatae et promulgatae in comitiis ann. 1645, cum commentariis Francisci Hallier, in-4°, Parisiis , 1665

Comme traducteur
- Lettre de l'Église de Liège au sujet d'un bref de Pascal II, in-8°, Paris , 1697
- Traité du célèbre Panorme touchant le Concile de Basle, mis en françois par M. Gerbais, auteur du texte : Niccolò Tedeschi (1386-1445), in-8° , II-404 p., Paris : A. Dezallier , 1697